# Philonotis baginsensis
Philonotis baginsensis är en bladmossart som beskrevs av Georg Friedrich von Jaeger 1880. Philonotis baginsensis ingår i släktet källmossor, och familjen Bartramiaceae. Inga underarter finns listade i Catalogue of Life.